# Battletoads (jeu vidéo, 1991)
Battletoads est un jeu vidéo de type beat them all  créé par Tim et Chris Stamper et développé par Rare. Il a tout d'abord été publié sur la NES en 1991 puis a été porté sur de nombreuses autres plates-formes. Le jeu met en scène deux crapauds, Rash et Zitz, partis combattre la Reine Noire et ses lieutenants sur la planète Ragnarok afin de sauver leurs amis kidnappés, Pimple et la princesse Angelica.
Alors que le marché du jeu vidéo accueillait les consoles 16 bits, Battletoads est sans doute l'un des jeux vidéo les plus avancés graphiquement sortis sur NES. Le jeu est devenu célèbre pour son extrême difficulté, due en particulier aux niveaux de courses et d'obstacles, et les moyens humoristiques de combattre les ennemis.

## Histoire
Le professeur T. Bird et les trois Battletoads - Rash, Zitz, et Pimple - escortent la princesse Angelica sur sa planète à bord de leur vaisseau spatial, le Vulture. Pimple et Angelica décident d'aller se balader en voiture volante quand ils tombent dans une embuscade et se font capturer par le vaisseau de la Reine Noire, le Gargantua. Pimple envoie alors un signal de détresse au Vulture afin d'alerter le professeur T. Bird, Rash, et Zitz de leur capture. Apprenant que le Gargantua est caché sous la surface d'une planète voisine, Ragnarok, le professeur T. Bird décide d'envoyer Rash et Zitz pour les sauver.

## Les différentes versions
D'abord sorti sur NES en 1991, le jeu a ensuite été porté par Mindscape sur Amiga en 1992 et sur Amiga CD32 en 1994, par Arc System Works sur Mega Drive et Game Gear en 1993, par Rare sur Game Boy en 1993. Une version PC-DOS et Atari ST était prévue mais fut annulée par Mindscape. En raison de son extrême difficulté sur NES, la plupart des portages ont vu leur difficulté atténuée afin de rendre le jeu plus accessible aux joueurs.

### Amiga
Le portage Amiga est graphiquement supérieur à la version NES. L'introduction est mieux animée et présente plus de dialogues, et les graphismes du jeu ont une meilleure résolution. Cependant, le son est beaucoup plus rudimentaire et de nombreuses actions qui ont un son dans le jeu original sont devenues silencieuses dans ce portage. De plus, les musiques des niveaux ont été mélangées voire ont complètement disparu. En outre, des animations sont simplifiées et certains mécanismes de jeu ont été modifiés.
Les plus grandes différences dans cette version proviennent du level design. En cherchant à atténuer la difficulté qui caractérise le jeu original, certains niveaux présentent de légères modifications tandis que les plus difficiles ont été complètement remplacés voire supprimés. À savoir, les deux niveaux de course ont été entièrement remplacés. Le troisième niveau, "Turbo Tunnel", est remplacé par un niveau à scrolling horizontal appelé "Pot Holing" dans lequel le joueur contrôle un avion comme celui dans "Volkmire's Inferno". Le cinquième niveau, à l'origine "Surf City", est maintenant un niveau à scrolling vertical appelé "Backpackin'" dans lequel le joueur utilise un jetpack. Ce niveau est similaire à "Wookie Hole" sur NES mais utilise une palette de couleurs différente et des obstacles à pointes. "Volkmire's Inferno" reprend l’arrière plan de "Turbo Tunnel" mais le niveau a été légèrement modifié. Sa section de vol a été raccourcie et la difficulté considérablement réduite, et les obstacles ne causent plus la mort instantanée pour le joueur mais réduisent les points de santé. La version Amiga CD32 est très similaire au portage Amiga, sauf qu'elle contient un niveau supplémentaire, "Rat Race".

### Mega Drive
La version Mega Drive est la plus proche du jeu original sur NES. Cette version comporte tous les niveaux, sprites, musiques et animations de l'original tout en tentant de les améliorer. Cette version offre une plus haute définition et des graphismes plus colorés. La difficulté du jeu a cependant été légèrement atténuée dans les parties les plus ardues du jeu, tel que "Turbo Tunnel".

### Game Gear
Le portage Game Gear, tout en étant très fidèle à la version NES, propose des graphismes complètement redessinés, le personnage principal étant le plus grand changement par rapport aux sprites NES. Compte tenu de la petite taille de l'écran les niveaux ont été réduits et il n'y a plus de scènes cinématique. La musique a été complètement refaite. La Game Gear propose 10 des 13 niveaux du jeu d'origine, perdant ainsi "Intruder Excluder," "Terra Tubes," et "Rat Race". Le jeu comprend également des modifications de gameplay pour le rendre plus accessible.

### Game Boy
Bien que l'image sur la boîte du jeu soit le même que celle de la version NES, Battletoads sur Game Boy est un jeu totalement différent. Alors que le sprite du personnage principal reste le même que sur NES, cette version ne dispose plus de mode deux joueurs, propose moins de niveaux et les ennemis et les graphiques sont simplifiés. La difficulté du jeu NES est cependant maintenue. L'intrigue du jeu est similaire à celle du jeu NES sauf que Rash a également été enlevé aux côtés de Pimple et Angelica, de sorte que le joueur prenne le rôle de Zitz. Le jeu comporte 9 niveaux.
Une conversion plus fidèle du jeu NES est sortie en 1994 sur Game Boy sous le nom "Battletoads in Ragnarok's World". Cette version, bien que graphiquement fidèle au jeu original, a dû subir des réductions pour s'adapter à la console portable. Avec seulement 8 des 13 niveaux du jeu original, le jeu perd "Surf City", "Volkmire's Inferno", "Intruder Excluder", "Terra Tubes" et "Rat Race", ce qui implique que la Reine Noire est le seul boss que le joueur a à combattre dans le jeu.

### Comparatif
| Niveau                | Plate-forme | Plate-forme | Plate-forme | Plate-forme | Plate-forme | Plate-forme                 |
|                       | NES         | Amiga       | Amiga CD32  | Mega Drive  | Game Gear   | Game Boy (Ragnarok's World) |
| --------------------- | ----------- | ----------- | ----------- | ----------- | ----------- | --------------------------- |
| 1. Ragnarok's Canyon  | Oui         | Oui         | Oui         | Oui         | Oui         | Oui                         |
| 2. Wookie Hole        | Oui         | Oui         | Oui         | Oui         | Oui         | Oui                         |
| 3. Turbo Tunnel       | Oui         | Modifié     | Modifié     | Oui         | Oui         | Oui                         |
| 4. Ice Caverns        | Oui         | Oui         | Oui         | Oui         | Oui         | Oui                         |
| 5. Surf City          | Oui         | Modifié     | Modifié     | Oui         | Oui         | Non                         |
| 6. Karnath's Lair     | Oui         | Oui         | Oui         | Oui         | Oui         | Oui                         |
| 7. Volkmire's Inferno | Oui         | Oui         | Oui         | Oui         | Oui         | Non                         |
| 8. Intruder Excluder  | Oui         | Oui         | Oui         | Oui         | Non         | Non                         |
| 9. Terra Tubes        | Oui         | Oui         | Oui         | Oui         | Non         | Non                         |
| 10. Rat Race          | Oui         | Non         | Oui         | Oui         | Non         | Non                         |
| 11. Clinger Winger    | Oui         | Oui         | Oui         | Oui         | Oui         | Oui                         |
| 12. Revolution        | Oui         | Oui         | Oui         | Oui         | Oui         | Oui                         |
| 13. Armageddon        | Oui         | Oui         | Oui         | Oui         | Oui         | Oui                         |

1. ↑  Dans cette version, le passage vers le niveau 13 "Armageddon" (le combat contre la Reine Noire) se fait de manière transparente après avoir atteint la fin du niveau 12 "Revolution".

## Accueil
- Famitsu : 30/40 (NES)[2] - 26/40 (MD)[3]